# 多索·多西
多索·多西（義大利語：Dosso Dossi，约1489年—1542年），  本名乔瓦尼·迪尼科洛德·卢特里（Giovanni di Niccolò de Luteri），是意大利文艺复兴时期的一位画家，属于費拉拉畫派，其绘画风格主要受威尼斯画派的影响，尤其是乔尔乔内和提香早期 的影响。 

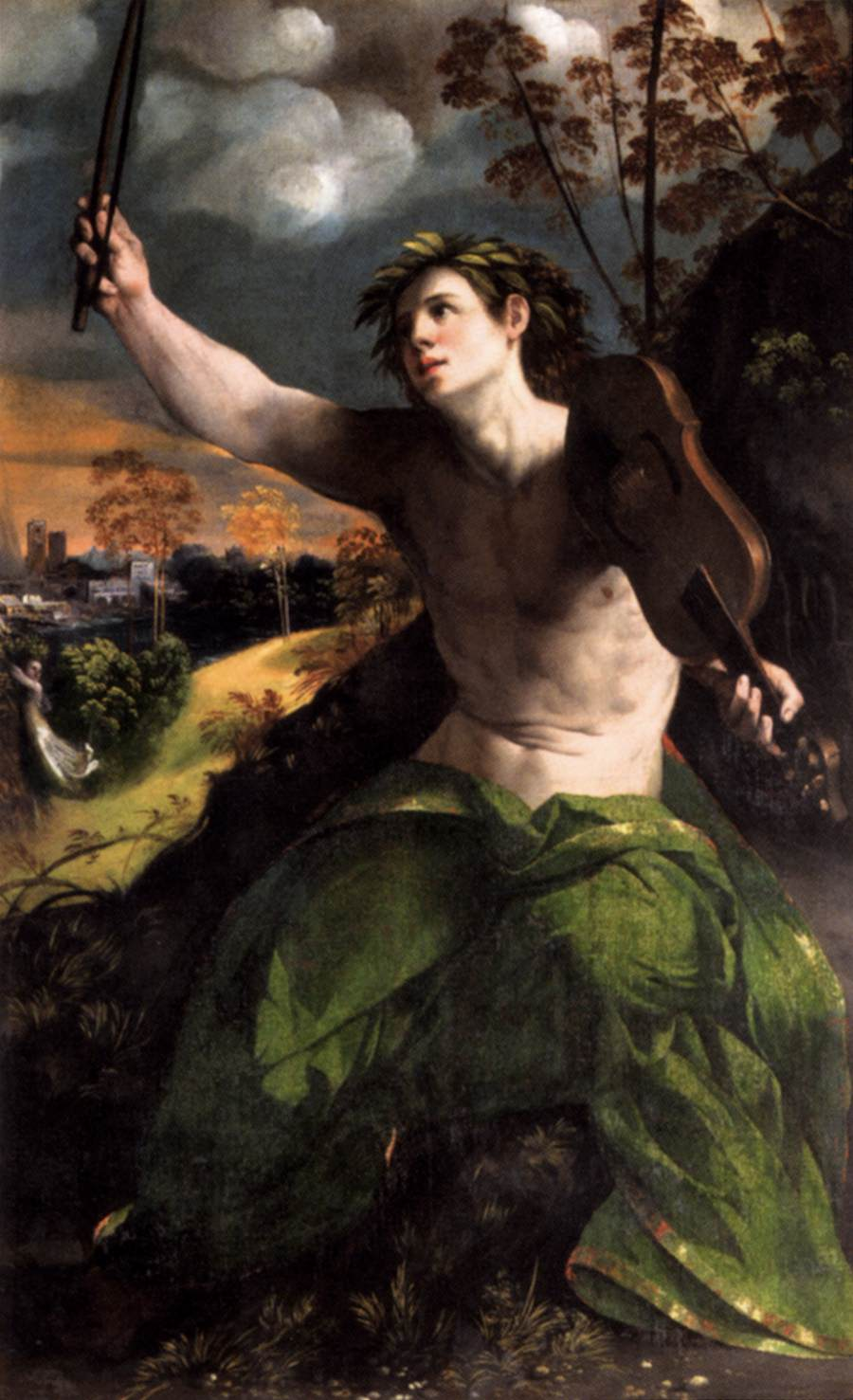
《阿波罗与戴芙妮》（Apollo e Dafne），191 × 116cm，绘于1525年，1659年起藏于罗马博尔盖塞美术馆，來自路易吉·卡波尼枢机的遗赠<ref>
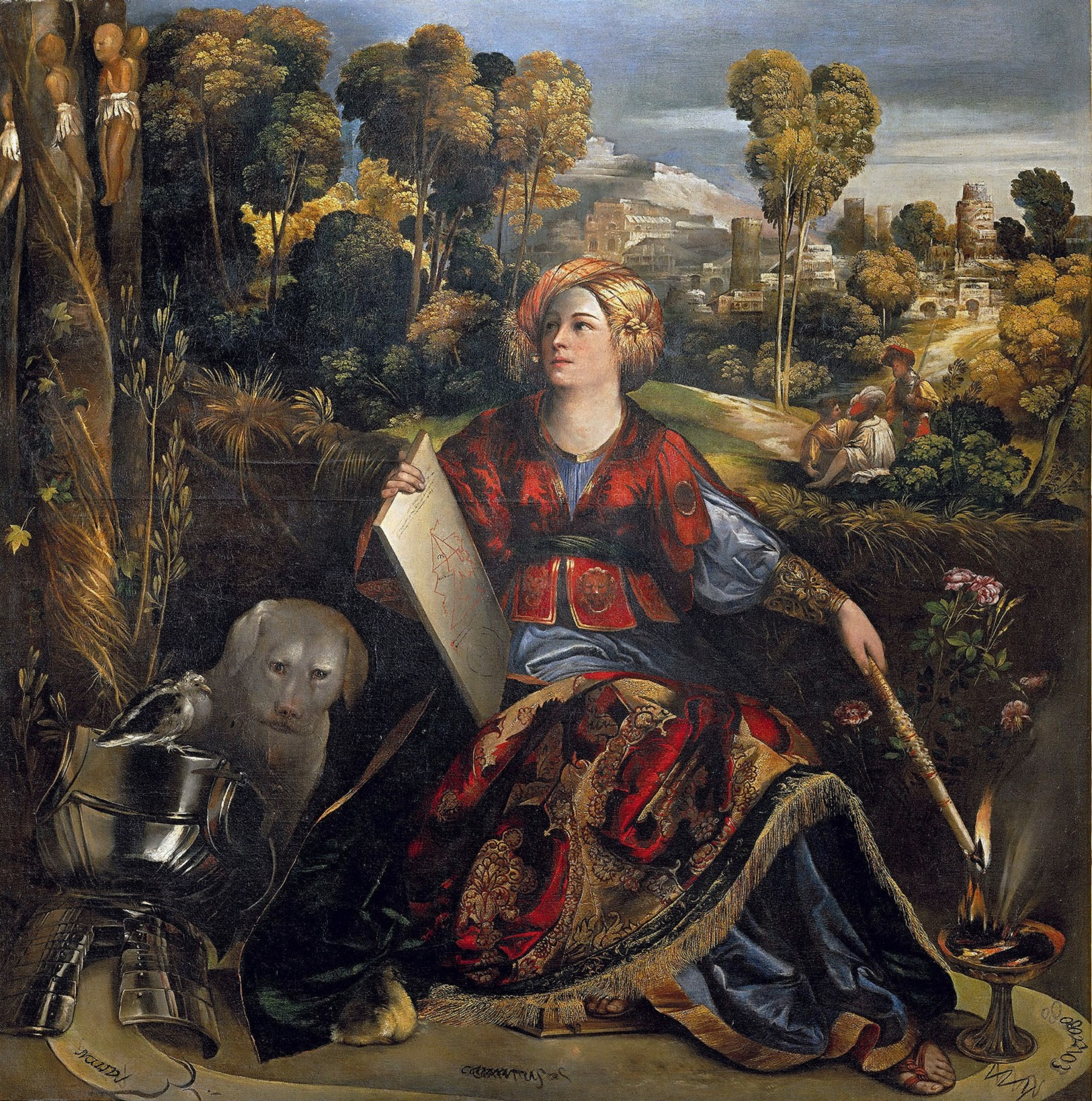
《梅莉莎》，176 × 174cm，約繪於1515－1516年，1608年始藏于罗马博尔盖塞美术馆